# ادوارد گودریچ آچسون
ادوارد گودریچ آچسون (به انگلیسی: Edward Goodrich Acheson) (تاریخ ۹ مارس ۱۸۵۶ -- ۶ ژوئیه ۱۹۳۱) شیمیدان آمریکایی است. درپنسیلوانیا، واشینگتن زاده شده، او مخترع سیلیسیم کاربید، [۲] و تولیدکننده گرافیت است.
او در تاریخ ۱۲ سپتامبر سال ۱۸۸۰ در پارک منلو در نیوجرسی توسط توماس ادیسون به کار گرفته شد. او در آنجا کربن رسانا را ساخت که در لامپ‌های رشته‌ای به کار می‌رود.